# Igor Markevitsj

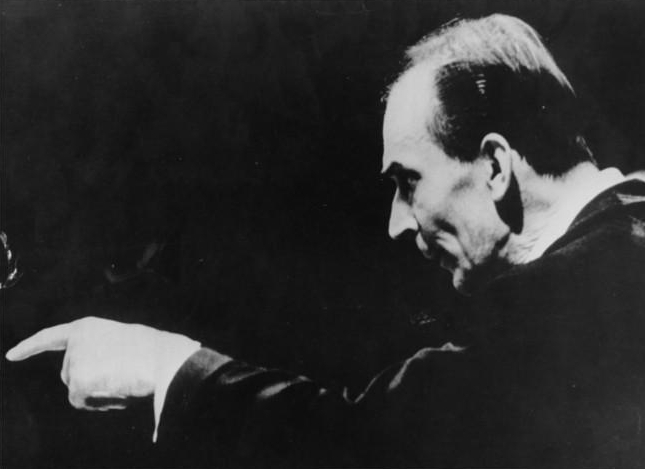
Igor Markevitsj

Igor Borisovitsj Markevitsj (Oekraïens: Ігор Борисович Маркевич; Kiev, 9 augustus 1912 – Antibes, 7 maart 1983) was een Oekraïens componist en dirigent.

## Biografie
Toen Markevitsj twee jaar oud was, verhuisden zijn ouders naar Zwitserland. Alfred Cortot ontdekte zijn muzikaal talent en nam hem in 1926 mee naar Parijs om hem een opleiding te geven voor compositie en pianist. Hij studeerde er bij Nadia Boulanger. In 1929 kreeg hij erkenning voor de uitvoering van zijn Concerto Grosso in Parijs. Béla Bartók omschreef Markevitsj eens als "...de meest opvallende persoonlijkheid in de eigentijdse klassieke muziek..." en noemde hem als invloed op zijn eigen composities. Gedurende de jaren dertig kreeg hij in toenemende mate waardering voor zijn composities en werd er meermalen aan hem gerefereerd als "de tweede Igor"—waarbij de eerste Igor natuurlijk Igor Stravinsky was. Nadat hij in oktober 1941 een nieuwe orkestraal werk had voltooid werd hij ernstig ziek. Nadat hij hersteld was besloot hij het componeren er aan te geven en zich te concentreren op het dirigeren.
Markevitsj maakte op achttienjarige leeftijd zijn debuut als dirigent, bij het Koninklijk Concertgebouw Orkest. Als dirigent werd Markevitsj zeer gerespecteerd voor zijn interpretaties van het Franse en Russische repertoire alsmede de twintigste-eeuwse muziek. Hij vestigde zich in Italië en verkreeg de Italiaanse nationaliteit. Tijdens de Tweede Wereldoorlog was hij actief in het Italiaanse verzet. In 1953 verhuisde hij opnieuw, ditmaal naar Londen, en vervolgens nog eens naar Zwitserland. Vanaf 1965 werkte hij voor het Spaanse RTVE Orkest. Hij overleed onverwacht in Antibes op 7 maart 1983.

## Werk

### Composities
- Partita (1931) voor piano en orkest
- L'Envol d'Icare (1932) Ballet voor orkest
- Le Paradis Perdu (1934-35) Oratorium voor solists, koor en orkest
- Lorenzo il Magnifico (1940) voor sopraan en orkest

### Theorie
- Die Sinfonien von Ludwig van Beethoven: historische, analytische und praktische Studien; uitgegeven door Edition Peters, Leipzig, 1982 - populaire literatuur voor dirigenten, alhoewel omstreden.